# Vilma Koivisto
Vilma Emilia Koivisto (* 21. November 2002 in Rovaniemi) ist eine finnische Fußballspielerin, die seit 2018 für schwedische Vereine spielt und seit 2021 auch A-Nationalspielerin ist.

## Karriere

### Vereine
Koivisto begann für den in ihrem Geburtsort ansässigen Rovaniemi PS mit dem Fußballspielen und gehörte dem Ballclub bis ins Jahr 2017 an. Nach Piteå gelangt, war sie in der Spielzeit 2018 für den Piteå IF aktiv.
Mit Beginn des Kalenderjahres 2019 rückte sie in die erste Mannschaft auf und kam in der Damallsvenskan, der höchsten Spielklasse im schwedischen Frauenfußball, zu Punktspielen, wie auch in der Folgespielzeit. In den folgenden zwei Spielzeiten war sie für den Umeå IK aktiv, die erste Spielzeit 2021 in der zweitklassigen Elitettan, die zweite in der Damallsvenskan. Mit der Rückkehr ihres Vereins in die Elitettan, begab sie sich nach Norrköping. Mit dem Erstligaaufsteiger 2023, der Frauenfußballmannschaft des IFK Norrköping, für den sie einen starken Start hinlegte, spielte sie weiterhin in der höchsten Spielklasse. Seit dem 1. Januar 2024 ist sie Vertragsspielerin des Ligakonkurrenten Linköpings FC.

### Nationalmannschaften
Koivisto debütierte als Nationalspielerin in der U16-Nationalmannschaft, die am 30. Juni 2017 in Oulu das in Freundschaft ausgetragene Länderspiel gegen die U16-Nationalmannschaft Islands mit 1:2 verlor.
Mit der U17-Nationalmannschaft, für die sie sechs Länderspiele bestritt, nahm sie an der in Litauen ausgetragenen Europameisterschaft teil, bestritt alle drei Spiele der Gruppe A, das Halbfinale sowie das Spiel um Platz 3, das mit 2:1 gegen die U17-Nationalmannschaft Englands gewonnen wurde.
Ihr A-Länderspieldebüt gab sie am 14. Juni 2021 im Freundschaftsspiel gegen die Nationalmannschaft Russlands. Im weiteren Verlauf kam sie im ersten, zweiten und achten Spiel der WM-Qualifikationsgruppe A für die Weltmeisterschaft 2023 in Australien und Neuseeland zum Einsatz. Im Jahr 2022 bestritt sie zwei Freundschaftsspiele, die gegen die Nationalmannschaften Frankreichs und der Niederlande mit 0:5 und 0:3 verloren wurden. Des Weiteren wurde sie in zwei Spielen des Turniers um den Zypern-Cup 2023 gegen die Nationalmannschaften Kroatiens und Ungarns eingesetzt, wobei gegen letztgenannte, beim 8:0-Sieg mit dem Treffer zum 2:0 in der 35. Minute ihr erstes Länderspiel für die A-Nationalmannschaft erzielte.

## Erfolge
- Dritte der U17-Europameisterschaft 2018

## Anmerkung / Einzelnachweise
1. ↑  Nur die Spielzeit 2020 betreffend!
2. ↑  Vilma Koivisto har fått en stark start på IFK Norrköping – "Jag har älskat att vara" auf palloliitto.fi

| Personendaten    | Personendaten                               |
| ---------------- | ------------------------------------------- |
| NAME             | Koivisto, Vilma                             |
| ALTERNATIVNAMEN  | Koivisto, Vilma Emilia (vollständiger Name) |
| KURZBESCHREIBUNG | finnische Fußballspielerin                  |
| GEBURTSDATUM     | 21. November 2002                           |
| GEBURTSORT       | Rovaniemi, Finnland                         |